# Leon Štukelj
Leon Štukelj (Novo Mesto, 12 novembre 1898 – Maribor, 8 novembre 1999) è stato un ginnasta jugoslavo e sloveno.

## Palmarès

### Olimpiadi
- Oro a Parigi 1924 nel concorso individuale.
- Oro a Parigi 1924 nella sbarra.
- Oro a Amsterdam 1928 negli anelli.
- Argento a Berlino 1936 negli anelli.
- Bronzo a Amsterdam 1928 nel concorso individuale.
- Bronzo a Amsterdam 1928 nel concorso a squadre.

### Mondiali
- Oro a Lubiana 1922 nelle parallele simmetriche.
- Oro a Lubiana 1922 nella sbarra.
- Oro a Lubiana 1922 negli anelli.
- Oro a Lione 1926 nella sbarra.
- Oro a Lione 1926 negli anelli.
- Argento a Lubiana 1922 nel cavallo con maniglie.
- Bronzo a Lione 1926 nelle parallele simmetriche.
- Bronzo a Lussemburgo 1930 nella sbarra.